# Croton urticifolius
Pour Croton urticifolius, Y.T.Chang & Q.H.Chen, 1983 et pour Croton urticifolius var. dui, Y.T.Chang, 1983, voir Croton cnidophyllus.
Espèce
Croton urticifolius est une espèce de plantes à fleurs du genre Croton et de la famille des Euphorbiaceae présente à l'est du Brésil.
Il a pour synonymes :
- Berhamia multispicata, (Vell.) Klotzsch
- Berhamia urticifolia, (Lam.) Klotzsch
- Calypteriopetalon brasiliensis, Hassk.
- Croton bahiensis, Müll.Arg., 1865
- Croton floribundus, Lund ex Didr., 1857
- Croton multispicatus, Vell., 1831
- Croton urticifolius var. accedens, Müll.Arg., 1873
- Croton urticifolius var. bahiensis, (Müll.Arg.) Müll.Arg., 1873
- Croton urticifolius var. genuinus, Müll.Arg., 1873
- Croton urticifolius var. intermedius, Müll.Arg., 1873
- Croton urticifolius var. stipularis, Müll.Arg., 1873
- Ocalia lantanifolia, Didr.
- Oxydectes bahiensis, (Müll.Arg.) Kuntze
- Oxydectes urticifolia, (Lam.) Kuntze